# Marisa Monte
Marisa Monte   (Rio de Janeiro, 1 de juliol de 1967) és una cantant, compositora i productora brasilera.

## Biografia
En la seva infància estudià piano, però el seu primer interès musical es trobava en la percussió, que va començar a practicar als nous anys quan pel seu aniversari li van regalar una bateria. Posteriorment aprendrà a tocar la guitarra. En l'adolescència, estudià cant líric i participà en un muntatge del musical Rocky Horror Show, reperesentat pels alumnes de teatre del Colegio Andrews, i dirigida per Miguel Falabella. El 1985, amb la majoria d'edat, s'estigué deu mesos a Itàlia per estudiar cant, però abandonà el gènere líric i passà a cantar música brasilera, acompanyada per diversos amics, en pubs i locals freqüentats per gent de la nit. En aquesta època, a Venècia, l'escoltà Nelson Mota, que fou el director de Tudo veludo, un show que s'estrenà el 1987 al canal JazzMania, de Rio de Janeiro. L'èxit fou immediat, de públic i de crítica. Tot i no haver gravat encara el seu primer disc, fou considerada una de les més prometedores veus de la música popular brasilera.

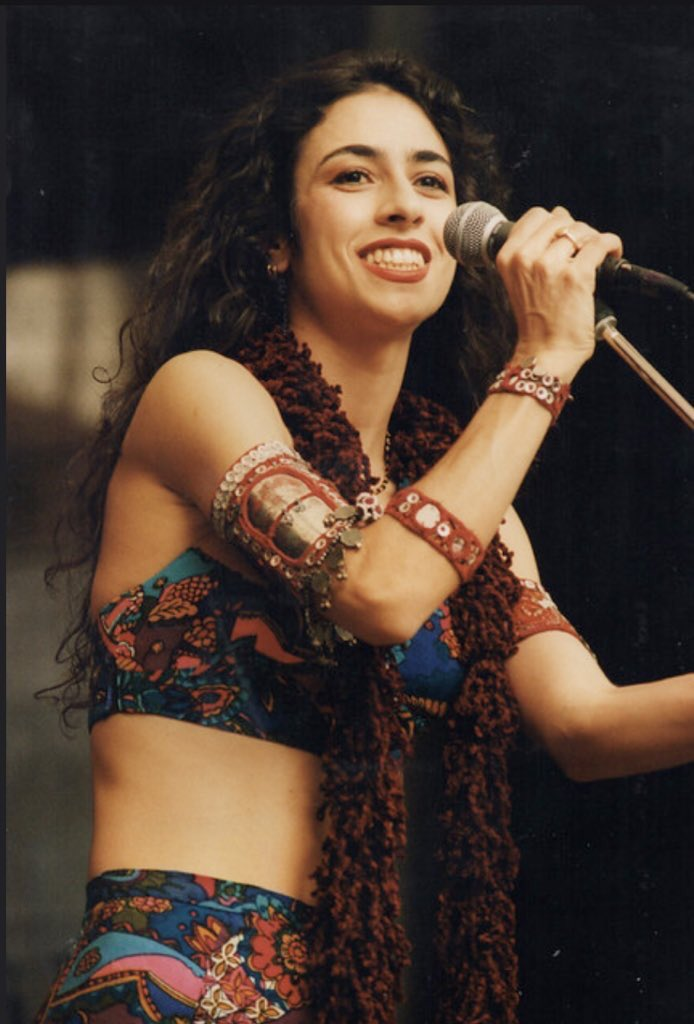

El 1988 apareix el seu primer disc, MM (EMI). Hi destaca el seu repertori eclèctic, que inclou una versió del tema «Bess, You Is My Woman Now» de George Gershwin i una versió reggae de «I Heard It through the Grapevine». El segon disc, Mais (1991), va ésser la seva estrena com a compositora i fou ben rebut a nombrosos països com els Estats Units, el Japó i molts d'Europa i d'Amèrica Llatina, impulsant la seva carrera internacional. En aquest disc va comptar amb la col·laboració dels artistes Caetano Veloso, Cartola i Pixinguinha.
El disc Verde, Anil, Amarelo, Cor-de-Rosa e Carvão, aparegut el 1994, va comptar amb una major aportació i participació d'artistes coneguts com a Gilberto Gil, Paulinho da Viola, Carlinhos Brown, Nando Reis (Titãs), Laurie Anderson i Naná Vasconcelos. El 1996 apareix Barulhinho Bom (A Great Noise), un doble compacte, amb una actuació en directe i un vídeo on apareix amb Os Novos Baianos, Arnaldo Antunes i Pastoras da Portela entre d'altres, i on es recullen escenes de la gravació del disc. Posteriorment va editar un llibre que contenien fotos seves i les composicions seves, poètiques i musicals.
Va treballar durant molt de temps als estudis, amb la col·laboració i producció d'Arto Lindsay, per publicar el 2000 el disc titulat Memórias, Crónicas, e Declaracões de Amor. El 2002 firmà, juntament amb Arnaldo Antunes i Carlinhos Brown, el disc Tribalistas. El single «Já sei namorar» fou número 1 a les principals llistes de les ràdios, tant del Brasil com de molts altres països.
Altres composicions seves destacades són: «Ainda lembro», «Ao meu redor» i «Aonde você mora?» (totes tres amb Nando Reis); «Beija eu» (amb Arnaldo Antunes i Arto Lindsay); i «E.C.T.» i «Na estrada» (totes dues amb Nando Reis i Carlinhos Brown).

## Discografia
| Àlbums d'estudi - 1991: Mais - 1994: Verde, Anil, Amarelo, Cor-de-Rosa e Carvão - 2000: Memórias, Crônicas e Declarações de Amor - 2006: Infinito Particular - 2006: Universo ao Meu Redor - 2011: O Que Você Quer Saber de Verdade - 2021: Portas | En directe - 1989: MM - 1991: Mais ao Vivo - 1996: Barulhinho Bom - Uma Viagem Musical - 2001: Memórias, Crônicas e Declarações de Amor - Ao Vivo - 2008: Infinito ao Meu Redor - 2014: Verdade, Uma Ilusão Tour 2012/2013 | Amb Tribalistas - 2002: Tribalistas - 2017: Tribalistas - 2019: Tribalistas Ao Vivo |